# LGV南東線
LGV南東線 (LGVなんとうせん、仏: LGV Sud-Est、ligne nouvelle 1、LN1)はパリ・リヨン間を結ぶ、フランスの高速鉄道路線である。最初の区間が1981年9月22日にヨンヌ県のサン・フロランタンと、ローヌ県のサトネー間273kmがフランス初の高速新線として開業した。その後、これを端緒に高速鉄道網は拡大し、フランスのみならず今日に至るまでのヨーロッパの鉄道旅客輸送に変革をもたらすことになる。当時、日本の東北新幹線や上越新幹線が開業を前年に控えており、東海道新幹線開業後15年以上経過した後の新線開業と言うこともあり両者は、比較の対象となることも多くあった。1983年9月25日にはイル・ド・フランスのコン＝ラ＝ヴィルとサン・フロランタン間の新線も開業し、パリ～リヨン間は、在来線を走行する両端の都市部を除き、高速新線で結ばれた。
当路線の南方向へ延伸された路線として、LGVローヌ・アルプ線やLGV地中海線、北方向へはLGV東連絡線などフランスの国土軸を形成する重要な路線網を形成しており、所要時間の大幅な短縮が図られている。また、ヨーロッパ鉄道網を形成しておりフランス南東部ではスイスやイタリア、LGV東連絡線経由でイギリスやベルギー方面とも結ばれている。

## 路線概要
最初はパリ南東線 (Paris-Sud-Est,PSE)と名付けられていたが、後に南東線(Sud-Est,SE)に変更されている。当初から旅客専用路線として規格付けられ軸重17t、最急勾配35‰と定められた。山岳部が多い日本やイタリアとは異なり、フランスでは丘陵地帯が多い地域を横切って新線を建設することが可能であった。そのため、トンネルはなく橋梁の建設も最小限で済み、結果的に大半が路盤(高架化されていない地上区間及び盛土・切土の区間)となっている(日本の新幹線は盛土・切土区間が多い東海道新幹線と在来線の併用区間を除き、高架橋かトンネルとなっている区間が多く、比較的路盤区間が多い北陸新幹線の高崎 - 長野間ですら路盤区間は全体の15%に留まっている)。前記の事情から、建設費用は東海道新幹線の約半分と言われている。
南東線はセーヌ＝エ＝マルヌ県、ヨンヌ県、コート＝ドール県、ソーヌ＝エ＝ロワール県、アン県、ローヌ県の6つの県を貫いている。
都市部では既存の駅を活用出来るため、パリではリヨン駅に、リヨンではリヨン・ペラーシュ駅に乗り入れ、建設費の低減に寄与した。リヨン駅では既存の設備を活用しているが、それに合わせ発着線を確保するため近郊電車 (RER) が地下化され地下2層と地上の合わせて3層になっており、その点では新たな費用負担がなされている。
リヨンのもう1箇所の停車駅であるリヨン・パールデュー駅は、市街地の再開発に合わせ、廃止されたブロットー駅の東側500mに建設されたショッピングセンター、ホテルなどを含めた、地下鉄やLRTなどの結節点になっている。この駅では、開発用地を捻出するために高架駅となっている。パリ・リヨン間、425kmのうち都市部を避けて建設されたLGV区間は409kmである。既存の在来線ルートで行くと512kmになるため、大幅な距離短縮にもなった。
パリから約30kmのコン＝ラ＝ヴィル分岐点までの区間は、既存の複々線、3複線のうち複線区間をTGV用に転用して供用されていたが、RERの増発のためパリから10km付近のクレテイユ分岐点からTGVが入るように新線が建設された。これは、LGV東連絡線を構成する路線の一部で、LGV大西洋線との連絡も考慮されている。また、近年の輸送力ひっ迫に伴って従来のTGV車両より輸送力を45%増強したオール2階建てのTGV Duplexが数多く導入されている。

### 接続
南東線は様々な既存の路線とも接続している。
パシリー・エジーではディジョン方面と結ばれ、ジュラ山脈を越えスイスのヴァローベ、ローザンヌ、ヌーシャテル、チューリヒなどと結ばれ、マコン＝ポント＝デ＝ヴェイルではブール＝カン＝ブレス、サヴォワ県方面へ連絡している。サン・フロランタン、クルーゾTGV駅、マコン＝ロシェTGV駅などはTGVの停車駅として、または必要ならばダイバート時にも使われている。

## 設備

### 最高速度・保安設備
運行開始時の最高速度は整備新幹線区間の最高速度と同じ260km/hであったが、走行抵抗が当初計画よりも小さいことからその後、270km/hに引き上げられている。1982年に開業した、東北新幹線や上越新幹線の最高速度は210km/hに止まり、その点で大きく比較されることとなった。信号保安設備は開業時から色灯信号などの地上信号方式ではなく、自動列車制御装置に近い車内信号方式のTVM300が使用されていたが、その後の300km/h運転に対応したTVM430に改良された。

### 軌道・電力
軌道中心間隔は4.2mあり、プラットホームは13mの幅がある。4,000mの曲率半径で300km/h走行が出来るよう設計されているが、7つの曲線では曲率半径は3,200mとなっている。
合計で847kmの軌道が敷設されており、UIC規格の60kg(60.3 kg/m)レールが288mの長さで使用されている。2.41mの長さの枕木は2箇所で金属製の締結装置で固定され、1kmあたり1,660本が使用されている。
走行に必要な電力供給はフランス電力公社の変電所から供給される、交流25kV50Hzの電力が使用されている。

## 駅
- パリ・リヨン駅（在来線上）
- クルーゾTGV駅
- マコン＝ロシェTGV駅
- リヨン・パールデュー駅（在来線上）
- リヨン・ペラーシュ駅（在来線上）

## 沿革
- 1967年7月10日 - フランス国鉄で新しいプロジェクトC03として高速鉄道の可能性について調査研究が開始される。
- 1971年3月23日 - 各省間の委員会によって新路線のプロジェクトが承認される。
- 1976年3月23日 - 公共事業として宣言され、当時の内相ジャック・シラクによって署名される。
- 1976年12月7日 - ソーヌ＝エ＝ロワール県のエキュイス(Écuisses)で着工。
- 1979年1月14日 - ソーヌ＝エ＝ロワール県モンシャナン付近で、軌道の敷設が開始される。
- 1980年9月20日 - クリュニーで軌道敷設完了。
- 1981年2月26日 - TGV Sud-Est第16編成によって、当時の世界最高速度380km/hが下り勾配地点のコート＝ドール県のコーセル＝フレモアとヨンヌ県のダイ間で記録される。
- 1981年9月22日 - 最初の区間サン＝フロランタン・サトネー間273kmの開通式が当時のフランソワ・ミッテラン大統領共々行われる。
- 1981年9月27日 - 営業運転開始。
- 1983年9月25日 - 2期区間にあたる、北側の区間コン＝ラ＝ヴィル・サン＝フロランタン間が開業。
- 1992年8月31日 - 270km/hで走行中のTGVがマコン・ロッシェTGV駅で脱線事故を起こし、飛散したバラスト(砕石)によってホーム上で待っていた旅客が軽傷を負った。
- 1992年12月13日 - LGVローヌ・アルプ線の北側区間が開業。
- 1994年5月26日 - LGV東連絡線が開業し、LGV北線と接続する。
- 1996年3月～2006年までの期間、バラストや分岐器の交換など路線の改修工事が実施される。
- 1996年6月 - LGV東連絡線とつながる接続線が開業し、クレイテユ分岐点とクーベル分岐点(三角線)が開業。
- 2001年6月1日 - 最高速度を全線の7割の区間で時速300Km/hに引き上げた。